# Isoporostreptus villicola
Isoporostreptus villicola är en mångfotingart som beskrevs av Filippo Silvestri 1898. Isoporostreptus villicola ingår i släktet Isoporostreptus och familjen Spirostreptidae. Inga underarter finns listade i Catalogue of Life.